# Barbestein
Het kasteel en ridderhofstad Barbestein of Barbistein stond in het Nederlandse dorp Heinkenszand, provincie Zeeland. Op het voormalige kasteelterrein bevindt zich tegenwoordig de Sint-Blasiuskerk.

## Geschiedenis
In de 13e eeuw was de familie Van der Goes actief in Heinkenszand. Zij veranderden hun naam in Van der Schengen, naar de stroomgeul de Schenge, en waren betrokken bij de bedijkingen rondom het dorp. Dankzij inpolderingen wist de familie zijn machtsgebied te vergroten. Ze zullen ook verantwoordelijk zijn geweest voor de stichting van Barbestein.
Het geslacht Van Schengen bleef tot begin 17e eeuw in bezit van het kasteel. De laatste eigenaar was Joos van Schengen, die in 1586 om politieke en religieuze redenen vluchtte naar de Zuidelijke Nederlanden. Barbestein werd vervolgens verhuurd.
In de 17e eeuw kwam het in eigendom bij Cornelis van der Nisse, die het kasteel liet verbouwen tot een classicistische buitenplaats. Rondom lagen tuinen en landerijen.
In 1708 kreeg de familie Hurgronje het slot in bezit. Toen Isaac Hungronje in 1752 met Johanna van Dishoeck trouwde, werd het slot in het huwelijksgedicht genoemd als een lusthof met grootse wandeldreven. Het stel woonde op Barbestein en liet het huis en de tuin op hun portretten afbeelden.

### Kerk
Met het aanbreken van de Franse Tijd in de Nederlanden in 1795 veranderde de functie van Barbestein. Het verwaarloosde huis werd gebruikt als kazerne en kruithuis. In 1805 kocht de katholieke gemeente het kasteel aan en richtte het in als kerk.
In 1834 vond opnieuw een verbouwing plaats. Hierbij werd de voorgevel van het kasteel zo aangepast dat het meer op een kerk ging lijken. Uiteindelijk werd besloten om alsnog een geheel nieuwe kerk te bouwen, pal naast het oude Barbestein. Deze Sint-Blasiuskerk werd in 1866 ingewijd. Barbestein zelf werd in 1870 verbouwd tot pastorie, maar moest uiteindelijk in 1905 wijken voor een nieuwe pastorie.

## Beschrijving
Van het middeleeuwse huis is niet bekend hoe het er heeft uitgezien.
In de 18e eeuw was er sprake van een symmetrisch huis in classicistische stijl met twee verdiepingen. De hoofdingang is voorzien van een driehoekig timpaan. Het dak heeft een torentje en in het midden bevindt zich een groot timpaan.
Aldegonde · Kasteel van Axel · Baarland · Baarsdorp · Barbestein · Biervliet · Bieweg · Blodenburg · Huis der Boede · Brijdorpe · Bruëlis · 't Burchtje · Burggravensteen · Buttinge · Coxijde · Crayenstein · Duinbeek · Duivelsberg · Ellewoutsdijk · Filippenburg · Geersdijk · Gistellis · Gravenhof · Slot Haamstede · Kasteel Hellenburg · Herkestein · Heuvelsweg · Hoge Huis · Ter Hooge · Hoogkamer · Kats · Kind van Trente · Kleverskerke · Kortgene · Kreke · Kruiningen · Laterdale · Lodijke · Maalstede (Hulst) · Maalstede (Kapelle) · Magdalon · Hof Ter Moere · Moermond · Te Mortiere · Muiden · Hof ter Nisse (Nisse) · Hof ter Nisse (Ossenisse) · Oostende · Oostende (Goes) · Oosterstein · Poelvoorde · Poortvliet · Popkensburg · De Pottere · Poucques · Pronkenburg · Ravenstein · Saeftingher Slot · Kasteel van Sint-Maartensdijk · Schengen · Sluis · Smallegange · Stavenisse · Tolhuis van Iersekeroord · Huus ter Tolne · Torenberg · Torenhoeve · Toren van Bourgondië · Troye · Valkenisse · Vinninghen · Vlissingen · Voorhoute · Waarde · Watervliet · Weldamme · Welland · Huis te Werf · Te Werve · Westenschouwen · Westhove · Westkerke · Windenburg · Zandenburg · Zwanenburg